# Динамо (Франкфурт-на-Одері)
ФСК «Дина́мо Ост Франкфурт» (нім. Fußball-Sportgemeinschaft Dynamo Frankfurt) — колишній східнонімецький футбольний клуб з міста Франкфурт-на-Одері, заснований 1948 року та розформований у 1971 році. Виступав у Футбольній лізі НДР. Домашні матчі приймав на стадіоні «Штадіон дер Фройндшафт», міскістю 12 000 глядачів.
У 1971 році клуб злився з новоствореним «Динамо» з Фюрстенвальде.